# Veicolo lanciatore di satelliti
Il veicolo lanciatore di satelliti o VLS è una famiglia di razzi a combustibile solido sviluppati in Brasile, con l'obiettivo di mettere un satellite nell'orbita della Terra. Ci sono due modelli: il VLS-1 ed il VLS-2. Questa famiglia di razzi è stata preceduta dai razzi Sonda.
Questi razzi vengono lanciati nel cosmodromo di Alcântara, situato nello stato di Maranhão.

## Storia
Lo sviluppo del VLS iniziò nel 1984, dopo il primo lancio del razzo Sonda IV. Il 1 dicembre 1985 fu testato il VLS-R1, che fallì raggiungendo un'altitudine di 10 km. Il 18 maggio 1989 fu effettuato un nuovo test, il VLS-R2, con il quale è stata raggiunta un'altitudine di 50 Km. Successivamente, mentre lo sviluppo del razzo continuava, furono pianificati quattro voli di collaudo, da effettuare prima che il razzo fosse considerato idoneo. Durante i lanci dei prototipi V1 e V2 (VLS-1 V1 e VLS-1 V2), effettuati rispettivamente nel novembre 1997 e nel dicembre 1999, problemi tecnici hanno impedito il successo delle missioni, ma hanno consentito il test di diversi componenti del veicolo. Il 22 agosto 2003, il prototipo VLS-1 V03 esplose sulla rampa di lancio, provocando un terribile incidente e uccidendo 21 tecnici. Due satelliti scientifici brasiliani, SATEC, dell'Istituto Nazionale di Ricerca Spaziale e UNOSAT, dell'Università Norte de Paraná, sono stati distrutti. L'incidente del VLS di Alcântara ha causato una notevole battuta d'arresto al programma di sviluppo del VLS. Il test successivo, il VLS-1 V04, era inizialmente previsto per il 2006, ma fu annullato. Nel 2008 il progetto fu riavviato e fu testato il motore del secondo stadio. Lo sviluppo del razzo continuò però a ritmo molto lento e all'inizio del 2016 fu deciso di interrompere il programma VLS per concentrarsi sullo sviluppo del lanciatore VLM.

## Lanci
|   | Carico          | Esito      | Note                                                                       |
| - | --------------- | ---------- | -------------------------------------------------------------------------- |
| 1 | SCD-2A          | Fallimento | Mancata accensione di uno dei quattro motori nel primo stadio              |
| 2 | Saci-2          | Fallimento | Problema al secondo stadio                                                 |
| 3 | Satec, Unosat 1 | Fallimento | Esplosione 3 giorni prima del lancio che ha causato la morte di 21 persone |